# Philip Darcy, 4. Baron Darcy de Knayth
Philip Darcy, 4. Baron Darcy de Knayth (nach anderer Zählung auch 3. Baron Darcy) (* 1352; † 24. April 1399) war ein englischer Adliger, Militär und Richter.

## Herkunft und Erbe
Philip Darcy entstammte der alten englischen Familie Darcy. Er war der zweite Sohn von Sir John Darcy und von dessen zweiten Frau Elizabeth Meynell. Nach dem Tod seines Vaters 1356 wurde zunächst sein älterer Bruder John Erbe der umfangreichen Besitzungen ihres Vaters. Da aber auch sein Bruder noch minderjährig war, wurden die Familienbesitzungen unter königliche Verwaltung gestellt, während Philip und John im königlichen Haushalt aufwuchsen. Den Großteil der Einkünfte aus den Familienbesitzungen erhielt Königin Philippa, einen kleineren Teil Isabella, die älteste Tochter des Königs. Allerdings betrieben die Verwalter eine derartige Misswirtschaft, dass 1360 eine Überprüfung der Bewirtschaftung erfolgte. Diese belastete die Verwalter schwer. Nach dem Tod seines älteren Bruders 1362 wurde Philip Erbe der Besitzungen, die ihm im Herbst 1373 übergeben wurden.

## Dienst als Militär
Wie sein Vater trat auch Philip in den Dienst der Krone. Bereits als Jugendlicher gehörte er während des Hundertjährigen Kriegs von Juli bis November 1369 zum Heer von John of Gaunt, mit dieser die Picardie und das Caux verwüstete. Von Juli 1380 bis April 1381 gehörte er zum Heer des Earl of Buckingham, mit dieser in die Bretagne eingefallen war. Darcy wurde beauftragt, am 20. Juni 1383 die Huldigung des Grafen von Flandern gegenüber dem englischen König entgegenzunehmen. Im April 1384 gehörte er zum Gefolge von John of Gaunt in Schottland. Im August 1385 begleitete er König Richard II. nach Schottland. Von 1385 bis 1389 hatte er als Admiral das Kommando über die englischen Schiffe an der englischen Ostküste von der Themsemündung bis zur schottischen Grenze inne. Im Februar 1389 sollte er an dem geplanten Feldzug des Königs nach Schottland teilnehmen, der dann jedoch nicht stattfand. 1389 wird er erstmals als Ritter des königlichen Haushalts erwähnt, was für seine Stellung als Kronvasall eher ungewöhnlich ist.

## Tätigkeit als Politiker und Richter
Unter Richard II. wurde Darcy zu allen Parlamenten geladen, dennoch galt er wie sein Vater und sein Großvater nicht als Baron Darcy. Dieser Titel wurde ihm erst 1903 nachträglich verliehen. Daneben übernahm er verschiedene lokale Ämter. Zwischen 1377 und 1385 war er Friedensrichter in Lindsey in Lincolnshire, dazu diente er gelegentlich als Friedensrichter im West Riding of Yorkshire und in Northumberland. Daneben gehörte er verschiedenen Gerichtskommissionen an und war mehrmals für die Aufstellung von militärischen Aufgeboten verantwortlich. Mitte der 1390er Jahre schien sich Darcy dann vom Königshof zurückgezogen zu haben. Im September 1397 schwor er noch, die Gesetze, die das nächste Parlament beschließen würde, einzuhalten, doch danach zog er sich endgültig aus dem öffentlichen Leben zurück.

## Heirat und Nachkommen
Philip hatte Elizabeth Grey († 1412) geheiratet, die zweite Tochter von Sir Thomas Grey und von dessen Frau Margaret de Presfen aus Heaton in Northumberland. Mit ihr hatte er mehrere Kinder, darunter:
- John Darcy, 5. Baron Darcy de Knayth (1377–1411)
- Joan Darcy ⚭ (1) John Beaumont; ⚭ (2) Giles Daubeney
- Agnes Darcy († 1439) ⚭ (1) Sir Brian Cokeshay; ⚭ (2) Gerald FitzGerald, 5. Earl of Kildare

Nach seinem Tod wurde er neben seinem Vater in Gisborough Priory beigesetzt. Sein Erbe wurde sein John Darcy.